# مروان (الأفلاج)
مروان، هو مركز من فئة (ب) يقع في محافظة الأفلاج، والتابعة لمنطقة الرياض في السعودية. ويبعد المركز عن محافظة الأفلاج بمسافة تقارب (25) كم.

## السكان
بلغ عدد سكان المركز حسب تعداد 1431هـ/2010م (932) نسمة.